# Diario de Greg 7
Diario de Greg 7. Buscando plan... (en España), Diario de Greg 7. Sin pareja (México), Tres no es Compañía (en Latinoamérica) es una novela de comedia escrito por el programador estadounidense Jeff Kinney. Fue publicado en 2013, en inglés por Amulet Books. Forma parte de la serie de libros de Greg Heffley, y es el séptimo de los dieciséis libros de la serie Diario de Greg.

## Sinopsis
El amor está en el aire… ¿pero qué significa eso para Greg Heffley?
La fiesta de San Valentín ha puesto el colegio de Greg patas arriba. ¡Incluso él se ha lanzado a buscar plan! Aunque enseguida ha empezado a preocuparse por si se queda solo en el frío de la “gran” noche… Su mejor amigo, Rowley, tampoco tiene planes, pero eso no es más que un consuelo de tontos. 
Una sorpresa inesperada hará que Greg consiga acompañante para el baile y dejará a Rowley como el tercero en discordia. Sin embargo, en una noche tan especial, puede pasar de todo, y al final, nunca se sabe quién acabará siendo afortunado en el amor.

Greg empieza el diario hablando de cuando su mamá estaba embarazada de él. Cuenta que sus papás le hablaban mediante un micrófono.Cuenta de cuando nació y los juguetes y ropa heredada de Rodrick. Luego habla de cuando nació Manny, su hermano pequeño. Habla de cuando iba al preescolar, que no sabía caminar y que por eso tenía un andador. También explica que sus compañeros eran mucho más avanzados. Retoma con Manny, hablando de un programa de televisión llamado "Los Snurples". Manny no tiene amigos, y hay un chico en la escuela de la iglesia que lo asusta, por esto, Greg se compadece con Manny, ya que el también tenía un "amigo"que lo aterrorizaba. Se llamaba Bradley, y se mudó de la ciudad. La mamá de Greg escribió un libro, teniendo como protagonista a Bradley, siendo el chico malo del libro. Pero cuando la familia regresó, Susan, la mamá de Greg descartó la idea de publicarlo. Volviendo a Manny, a pesar de que el no tiene amigos verdaderos, tiene un montón de amigos imaginarios como Joey, Petey, Danny, Charles Tribble, el otro Charles Tribble, Timy Jim y Johnny Cheddar. Manny exagera mucho con ellos, ya que hace pasar a todos al baño, o le echa la culpa cuando se rompe algo. 
La familia suele ir a un restaurante llamado Restaurante Familiar de Corny, donde hay una regla: no se puede usar corbata. Cuando los Heffley entraron por primera vez, un camarero le cortó la corbata a Frank, el papá de Greg. El restaurante está dividido por sectores, y la familia siempre se sienta en el "Rincón de los Niños", donde siempre es un caos. Susan lleva a Manny a una pileta de bolas de colores, para que Manny se relacione con otros chicos verdaderos. Una vez, Manny se subió al laberinto de tubos de plástico y a Manny le daba pánico bajar. La mamá le dijo a Greg que tenía que subir, ya que es el más chico de la familia que no sea Manny. Pero cuando Greg subió, tampoco quería bajar.
En la víspera de Año Nuevo, Susan adelantó todos los relojes tres horas para que Manny piense que son las doce, pero sin que se vaya a dormir tan tarde. Pero no le avisó a Greg, cosa que se fue a dormir a las 10:30, pensando que eran la 1:30.
El tío Gary, hermano de Frank, tocó la puerta pidiendo si le podían dar un hogar por un tiempo provisional. Unas semanas atrás, Gary le había pedido un préstamo a Frank para poder comprar unas camisetas y luego venderlas, pero resultó que había un error y en vez de decir Boston, decía Botson. Cuando Gary quiso devolver las camisetas, el tipo que se las vendió ya no estaba. Así que Gary se quedó sin plata y con un montón de remeras mal escritas. Frank no hubiera accedido, pero Susan dijo que las familias están para ayudarse. Gary se quedó en el cuarto de Manny, pero como tenía pesadillas y empezaba a gritar a la mitad de la noche, se trasladó al sofá. Frank piensa que Gary tiene que conseguir un empleo como el suyo, con horario fijo en una oficina.
Greg habla sobre una clase de baile en el gimnasio. Busca una pareja, pero se interesa más en que no le toqué elegido con Ruby Bird. Al final, como eran más chicos que chicas, y nadie lo había elegido, bailó con los chicos. Llamaron a una asamblea general, y Greg cuanta los invitados anteriores de otras asambleas, como un hipnotizador y una cantante llamada Krisstina. También de un detective encubierto, y de cuando con Rowley intentaban ser uno. Resultó que la asamblea no tenía invitado, era para llamar a una elección del consejo escolar. Greg quiere postularse, pero como no cumplía con una de las condiciones, no haber sido castigado tres veces o más. Así que decide postular a Rowley, que no había sido castigado ni una vez. El le explica que tiene que elegirse un puesto importante, pero el elige ser Portavoz Social. Greg intenta una técnica para sumar votos, pero sale mal. Habla sobre los candidatos a presidente. La primera fue Sydney Green, que propuso mejorar el material del aula de música, y sustituir los forros de los libros de la biblioteca. El segundo fue Bryan Pedón, a quien no se lo pudo entender por la cantidad de ruidos groseros, en referencia a su nombre. El último fue Eugene Ellis, quien propuso mejorar el papael del baño, y terminó siendo elegido, ya que el papel del baño de la escuela es muy rasposo. Rowley, al ser el único en su categoría ganó la elección.
Frank reta a Gary por gastarse el dinero en la lotería. Greg recuerda cuando Gary le compró un boleto en broma a Frank, haciéndole pensar que había ganado $100.000.
En la escuela, durante una de las reuniones del consejo escolar, uno de los chicos se da cuenta de que los profesores usaban un papel higiénico suave, diferente a la de los chicos. La maestra dice que no hay presupuesto para comprar para toda la escuela. Pero llegan a un acuerdo, ya que la escuela accede a que cada chico traiga sus rollos de papel higiénico suave. Pero se arma un lío cuando los chicos lanzan el papel por el aire, así que la escuela reduce el número de papel que se puede llevar, 5 cuadraditos. Greg piensa que es muy poco, y por esto decide llenar su casillero de rollos, en uno de los baños individuales poner dos zapatos, para que la gente nunca entre en ese. Al principio a Greg el truco le funciona pero luego empieza a haber fallas en el sistema. por ejemplo se le ven tres zapatos mientras estaba en el baño. Al final de este incidente a Greg le acaban descubriendo y acaba con su baño personal siendo asaltado.También Rowley (el mejor amigo de greg) es elegido portavoz social y Greg le presiona para que cambien el programa. Pero este no consigue nada y de hecho empeora la situación. Luego viene el incidente del baile de San valentín y greg se acaba gastando varios dólares en una enrevesada táctica (propuesta por su tío Gary) con la que no consigue no tener ninguna novia. también se da el incidente del ´´Bajapantalones Loco´´ que empezó con una broma de bajarle el pantalón a alguien haciendo tiros libre pero se convierte en una amenaza para la dignidad de todos los estudiantes e incluso de los profesores.